# 세종포천고속도로 공사 교량 붕괴 사고
세종포천고속도로 공사 교량 붕괴 사고는 2025년 2월 25일 대한민국의 세종포천고속도로 공사 현장에서 청룡천교가 붕괴한 사고를 뜻한다.

## 사고
사고 당시, 교량 상판 연결작업이 진행 중이었는데, 교각에 설치된 4~5개의 교량 상판이 갑자기 무너지면서 공사를 진행하던 작업자 10명이 추락하거나 매몰되었다. 해당 붕괴 사고로 인한 사망자는 4명, 중상자는 5명, 경상자는 1명으로 보고되었다.
사고 발생 직후, 소방당국은 비상 대응단계 2단계를 발령하고 즉각적인 구조 작업에 착수하였으며, 구조 작업은 오후 2시 21분까지 계속되었다.